# Eicissus tenuifasciatus
Eicissus tenuifasciatus är en insektsart som beskrevs av Jacobi 1921. Eicissus tenuifasciatus ingår i släktet Eicissus och familjen Epipygidae. Inga underarter finns listade i Catalogue of Life.